# Гранд (титул)

Геральдическая корона испанских грандов

Гранды (исп. Grandes) — высшая знать в средневековой Англии, Франции и Испании, с XVI столетия — почётный статус представителей высшего дворянства. В Португалии и Бразилии использовался титул Grandeza.
Испанский титул "Гранд" был эквивалентом английского титула "Пэр" (peer), а также французского (pair) и итальянского (pari). Последние три в переводе означали "равный" или "ровня". Этот титул свидетельствовал о принадлежности к наиболее древнему сословию высшей феодальной знати, которое сформировалось ещё в эпоху Каролингов и о котором есть упоминания в исторических источниках той поры. Как и в первом периоде Римской империи, именуемом принципатом, когда Август и Тиберий считали себя в Римском Сенате "первыми среди равных" (primi inter pares), так и при последних королях династии Каролингов семь наиболее влиятельных феодалов-сюзеренов (герцоги Франции, Бургундии, Нормандии, Аквитании, графы Тулузы, Фландрии и Вермандуа) считали себя равными между собой. Так же вели себя и по отношению друг к другу их главные вассалы, у каждого из которых был свой феод. Таким образом, изначально термин "Гранд" был скорее некой условностью, определяющей положение каждого в отношении других, а вовсе не титулом, свидетельствующим о достоинстве. При втором короле из династии Капетингов Роберте II Благочестивом (Мудром), значение этого термина изменилось, именно с этого времени уместно говорить о "пэрах Франции" и изменения почётного статуса Гранд.

## Испания
Испанская знать была разделена на грандов Испании (Grandes de España), или просто грандов, и остальную знать, пэров королевства (Títulos del Reino).
В Кастильском и Арагонском королевствах с XIII века грандами назывался класс высшей знати, который, кроме родственников королевского дома, включал ещё всех особо богатых и знатных, называвшихся Ricos hombres. Слово «rico» при этом обозначало не столько богатство, сколько влияние, могущество. Ricos hombres включали в себя древнейшую знать по крови (de sangre), другие стали знатны по богатству (de estado), третьи — по должности, по пожалованию (de dignidad). Принадлежность к грандам была, как правило, наследственной. Ricos hombres противопоставлялись низшей знати — идальго и кабальеро. К идальго обращались с титулом «Usted» (то есть «ваша милость»), к Ricos hombres — с титулом «Don».
В «Siete Partidas» Альфонса X, Ricos hombres называются иногда грандами и сопоставляются с «графами и баронами» других государств. Гранды занимали высшие должности в государстве и пользовались широкими привилегиями. Гранды имели права набирать войско на службу короля, что символизировалось знаменем, и обязанность содержать это войско (символизировалось котелком). Обладая королевскими ленами, они были обязаны нести королю военную службу. Они были свободны от податей; без особого приказания короля их нельзя было привлекать к суду; в качестве советников они ограничивали власть короля, а в известных случаях могли перейти с своими вассалами на службу к другому государю и даже помогать ему против своего прежнего сюзерена. Гранды имели право покрывать голову в присутствии короля и в собраниях кортесов сидели непосредственно позади прелатов.
Первоначально жалованные грандам титулы не переходили по наследству, но большинство их стало наследственными, когда сословие само по себе утратило своё существенное значение.
Грандов можно было разделить на три класса:
1. Говоривших с королём и получавших его ответы с покрытой головой.
2. Те, кто обращался к нему с непокрытой головой, но надевал шляпы, чтобы услышать его ответ.
3. Ожидавших королевского разрешения, прежде чем покрыть голову.

Все гранды обращались к королю с приставкой mi Primo («мой кузен»), тогда когда остальная знать — mi Pariente («мой родственник»).
В конце 1470-х годов Изабелла I и Фердинанд II смогли ограничить власть грандов, а Карлос I гарантировал себе право самому награждать этим титулом тех или иных придворных. В 1520 г. после объединения Испании была предпринята попытка унифицировать употребление титула среди нобилей Кастилии и Арагона. Пытаясь разобраться в запутанной системе грандов и в их рангах, король Карлос отобрал 25 вельмож (13 герцогов, 5 маркизов и 7 графов, в основном кастильских), за которыми был закреплён титул гранда 1-го класса, как принадлежавший их предкам с незапамятных времён.
Во время кратковременного господства Жозефа Бонапарта все привилегии грандов были отменены, после реставрации Бурбонов частично восстановлены, но уже без существенных преимуществ. По конституции 1834 г. грандам было отдано первое место в верхней палате. В эпоху Первой испанской республики (1868—1871) снова уничтожены все права и титулы грандов, но восстановлены королём Альфонсом XII. Титул гранда был отменен в 1931 после ликвидации монархии, но уже через 5 лет восстановлен.
В настоящее время в Испании насчитывается около 400 фамилий, за которыми официально закреплено достоинство грандов Испанского королевства. Также право на титул имеют сыновья и внуки короля Испании.

## Португалия и Бразилия
В этих странах высшая знать обозначала свой статус титулом Grandeza (grande). Виконты и бароны могли получить это звание, что позволило бы им использовать корону для своих гербов более высокого ранга: графскую корону для виконтов, и виконтскую для баронов. Грандами считались графы, герцоги и маркизы, а также генералы, епископы, архиепископы и кардиналы.
К предоставляемым этим званием преимуществам относились: разрешение оставаться с покрытой головой в присутствии короля или императора, возможность ареста только с разрешения монарха, возможность размещения своего герба на входной двери собственного дома, транспортных средствах и могиле.
Этот статус не передавался по наследству. Система была упразднена вместе с монархией в каждой из этих стран, хотя титул остался в среде португальской аристократии.

## Англия
Во время английской буржуазной революции, старшие офицеры из поместного дворянства, служившие в армии парламента называли себя «грандами». После поражения Карла I, произошёл ряд дебатов и конфликтов между ними и левеллерами, называвших себя «агитаторами». На стороне грандов выступили сэр Томас Ферфакс, Оливер Кромвель и Генри Айртон, противостоявшие радикализму их противников.